# Itoplectis behrensii
Itoplectis behrensii là một loài tò vò trong họ Ichneumonidae.